# 552727 Hauszmann
552727 Hauszmann è un asteroide della fascia principale. Scoperto nel 2010, presenta un'orbita caratterizzata da un semiasse maggiore pari a 2,547692 UA e da un'eccentricità di 0,164205, inclinata di 8,276562° rispetto all'eclittica.